# Walfrido dos Mares Guia
Walfrido Silvino dos Mares Guia Neto GCMD • GOMM (Santa Bárbara, 24 de novembro de 1942) é um empresário e educador brasileiro, residente no estado de Minas Gerais. Foi um dos fundadores do pré-vestibular Pitágoras, que posteriormente transformou-se no Sistema Pitágoras de Ensino, nas Faculdades Pitágoras e no grupo Kroton Educacional (atual Cogna Educação), o maior do mundo no setor e com forte presença na modalidade de educação à distância. Junto do seu irmão, o médico Marcos Luiz dos Mares Guia, fundou a Biobrás, empresa de insulina sediada em Montes Claros, MG. É graduado em engenharia química pela Universidade Federal de Minas Gerais (UFMG).
Em 1994, foi eleito vice-governador de Minas Gerais. Durante o mandato, acumulou a Secretaria Estadual de Planejamento e Coordenação Geral. Foi, também, secretário de Estado da Educação de Minas Gerais, entre 1991 e 1994, promovendo uma série de mudanças na educação pública do estado. Foi responsável pela autonomia das escolas em relação ao Estado. Introduziu na rede pública as eleições diretas para diretores, a formação dos colegiados escolares e um sistema de avaliação de ensino, iniciativas inéditas no País. Em 1998, foi eleito deputado federal pelo PTB.
Atuou como coordenador de campanha de Ciro Gomes no primeiro turno das eleições presidenciais de 2002. Com a vitória de Luiz Inácio Lula da Silva no segundo turno e a aliança entre diversos partidos políticos, foi indicado para criar e estruturar o Ministério do Turismo, em 2003. Entre outras ações à frente da Pasta, foi responsável pelo lançamento do Plano Nacional de Turismo, pelo desenvolvimento dos destinos turísticos brasileiros e pela implantação de um sistema de dados, fatos e informações turísticas. Em 2004 e 2005, foi admitido pelo presidente Lula respectivamente à Ordem do Mérito Militar no grau de Grande-Oficial especial e à Ordem do Mérito da Defesa já em seu último grau, a Grã-Cruz suplementar. Em 2006, no segundo mandato de Lula, passou a ocupar o cargo de ministro da Secretaria de Relações Institucionais (SRI).
Em 22 de novembro de 2007 foi acusado de ter participação no episódio conhecido como "mensalão mineiro". Renunciou ao cargo na SRI, sendo substituído pelo deputado federal José Múcio Monteiro, do PTB de Pernambuco, até então o líder do governo na Câmara. Em 24 de janeiro de 2014, sem que tenha sido julgado, a Justiça determinou a prescrição da pretensão punitiva do Estado contra o ex-ministro, conforme disposto no art. 115, do Código de Processo Penal (CPP).
Walfrido tem boas relações com o ex-presidente Lula, doando 600 mil ao Instituto Lula e emprestou uma aeronave para o Lula em duas ocasiões.
Atualmente, Walfrido dos Mares Guia é acionista das empresas Biomm Technology e Kroton Educacional. A fábrica de insulina da Biomm fica localizada no município mineiro de Nova Lima e foi inaugurada em abril de 2024. Adotará a tecnologia conhecida como DNA recombinante, que consiste em modificar geneticamente a bactéria Escherichia coli, cultivada num meio especial, em que o microorganismo passa a produzir a insulina humana com 100% de pureza. Será uma das quatro empresas do mundo a produzir o medicamento, usado no tratamento da diabetes mellitus. Atualmente, cerca de 8% da população mundial sofre dessa doença. Também se dedicará à produção e comercialização de anticorpos monoclonais (MABs).